# Чистки в ВКП(б)
Чистки в ВКП(Б) («Чистка партийных рядов») — совокупность организационных мероприятий по проверке соответствия членов коммунистической партии предъявляемым к ним требованиям. Практиковались в ВКП(б) в 1920—1930-е годы. Термином «чистка» иногда (особенно на Западе, англ. purges, англ. the Great Purge) называют также массовые репрессии в партии, армии и государственном аппарате СССР, осуществленные Сталиным во второй половине 1930-х годов.

## История явления
Практика, как и название, была заимствована большевиками от якобинцев, которые практиковали нечто подобное в год своего пребывания у власти (1793—1794). Именно, боясь, что к правящему клубу примазалось достаточное количество карьеристов, не исполненных соответствующих «республиканских добродетелей», и что наоборот какое-то количество старых якобинцев разложилось и таковые добродетели утеряло, якобинцы ввели нечто вроде клубного суда, на котором каждый должен бы отчитаться перед клубистами в своей деятельности до и во время революции; любой желающий клубист мог задавать вопросы и сообщать компрометирующие факты; сочтенный недостойным исключался из клуба, что как правило служило прелюдией к аресту и казни. Так, например, в городке Сер (департамент Кот-д'Ор), в вантозе II года (февраль-март 1794) «гр-н Бонне-отец исключен единогласно, так как он уличен в том, что всегда был не только умеренным, но также сторонником бывших (=дворян) и богачей…», гр-н Менье исключен «как равнодушный эгоист и фанатик (=верующий)» и т. п..

## Генеральная чистка 1921 года

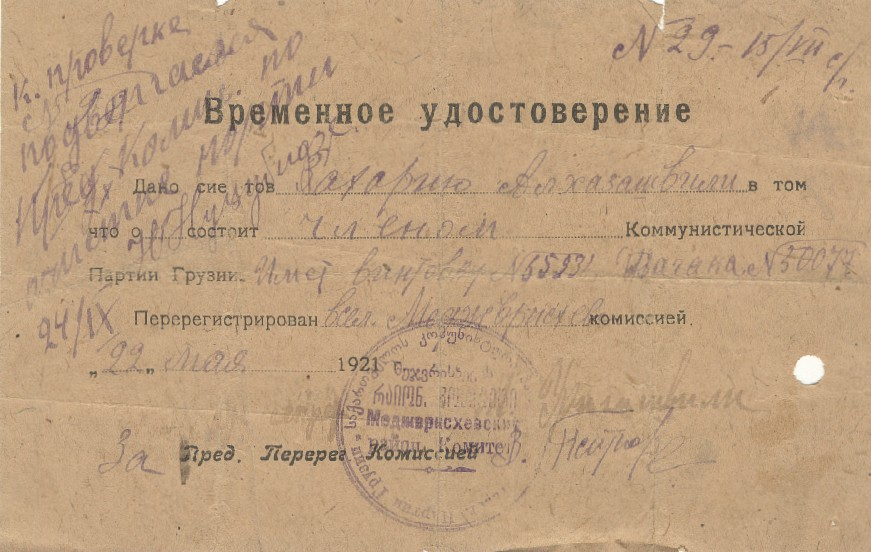
Удостоверение о перерегистрации члена РКП(б) от 22 мая 1922 г., с пометкой: «Проверке подвергался перед Комиссией по очищению партии 24/IX (подпись) Н.Нуцубидзе».

Эта практика была заимствована большевиками (по аналогичным соображениям) вскоре после Октябрьской революции, в 1921 году, когда партия разрослась за счет множества членов, сомнительных с точки зрения старых большевиков. В рамках марксистской идеологии, предполагалось, что беда происходит от наводнения партии «мелкобуржуазным элементом» в ущерб «пролетарскому». По выражению Ленина, партии необходимо было «улучшение в смысле борьбы против разлагающих и пролетариат и партию влияний мелкобуржуазной и мелкобуржуазно-анархической стихии. Чтобы осуществить такое улучшение, надо чистить партию от элементов, отрывающихся от массы (не говоря уже, разумеется, об элементах, позорящих партию в глазах массы)»
27 июля 1921 г. ЦК РКП(б) опубликовал в «Правде» обращение «Ко всем партийным организациям. Об очистке партии». В обращении ставилась задача освободить партийные ряды от кулацко-собственнических и мещанских элементов из крестьян и уездных обывателей, а также проявить особую строгость по отношению к советским служащим — выходцам из буржуазной интеллигенции. Другой категорией вычищаемых являлись выходцы из других партий, причём наиболее опасными были признаны бывшие меньшевики (Ленин требовал из сотни бывших меньшевиков оставлять в партии не более одного, и того сотни раз проверить). Для проведения чистки, Политбюро создало Центральную комиссию, на местах партийные органы образовывали городские и районные комиссии.. Ритуал чистки состоял в следующем: каждый член организации выходил перед «комиссией по чистке» из нескольких (как правило трёх) человек, присланной вышестоящей организацией и прошедших чистку ранее, клал перед ней на стол партбилет и личное оружие (если таковое было), отвечал на её вопросы, а также на вопросы присутствующих. Если он признавался достойным оставаться в рядах партии, партбилет и револьвер возвращались. Первоначально подвергались ревизии прежде всего социальное происхождение и участие в революции, а также идеологическая грамотность (задавались вопросы на знание теории марксизма и т. д.) и морально-бытовой облик партийца.
Согласно партийной переписи весны 1922 г, численность партии за год сократилась с 732 тыс. до 410 тыс. человек. Более 1/3 было исключено как за «нестойкость», «лодырничество», «как ненужный элемент» (аналоги: «сомнительный», «колеблющийся элемент», «балласт», «неподготовленный» и т. д.). Почти 25 % было вычищено за «дискредитацию советской власти», «шкурничество», «карьеризм», «пьянство», «буржуазный образ жизни», «разложение в быту», в том числе религиозные убеждения, взяточничество, шантаж. 3,1 % покинули партию добровольно, в том числе в знак протеста против введения НЭПа.
После чистки, были ужесточены правила вступления в партию.

## Местные чистки 1920-х гг
В последующие годы проводились местные чистки, прежде всего в организациях, где обнаруживались вопиющие случаи коррупции и морального разложения (наиболее известными были «дела» областных и городских парторганизаций Смоленска и Астрахани в 1928 г.). По решению XIII съезда в 1925 г. была проведена чистка советских и вузовских ячеек; исключено 6 %. «С целью очищения от кулацких элементов» в 1926 г. провели чистку деревенских ячеек. Всего между 1921 годом и концом 1929 года в этих местных чистках было вычищено 260 000 человек.
Оппозиция внутри РКП(б) протестовала против практики чисток в ряду других нововведений, которые она расценивала как антидемократические. В документе 1923 г., составленном по-видимому бывшими «демократическими централистами», содержится требование «отказа от повторения „чистки партии“, как приема демагогического, не достигающего цели — механическая чистка должна быть заменена оздоровлением атмосферы партии: воссоздание в ней коллективной жизни и партийного мнения». Наоборот, Сталин настаивал, ссылаясь на Ленина, что «без периодической чистки от шатких элементов, партия не может укрепляться».

## Чистка 1929 года

К.Финогенов. Партийная чистка

После смерти Ленина в связи с внутрипартийной борьбой в местных организациях происходят «чистки» оппозиционеров, и вообще всё большее значение стал приобретать вопрос об участии в различных «уклонах» и «оппозициях» — иными словами, вопрос о лояльности Сталину и его линии. Показательно, что уже чистка 1925 г. была проведена именно в той среде, где наиболее активной была поддержка Л. Д. Троцкого и затем «левой оппозиции».
В 1929—1930 гг. по решению XVI партийной конференции (апрель 1929) прошла вторая общепартийная («генеральная») чистка — первая чистка, которой руководил Сталин. Комиссии по чистке назначались по иерархическому принципу: ЦК назначал областные и краевые комиссии, обкомы и крайкомы — районные комиссии. При принятии решения о чистке был нарушен устав партии: по уставу, чистку мог объявлять только съезд. Вторым нарушением устава было то, что чистке подвергались лица, избранные на партийные должности на съезде (то есть члены ЦК и ЦКК) (таким образом получилось, что отдельные партийные органы могут ставить под сомнение и отменять решение съезда — высшего органа партии). В результате чего Бухарину, Рыкову, Томскому и др. пришлось унизительно оправдываться и каяться в своих «ошибках». Бывшие члены «рабочей оппозиции» (Шляпников и др.) были исключены из партии. В постановлении о чистке говорилось, что чистка должна «сделать партию более однородной, беспощадно выбросить из рядов партии все чуждые ей, вредные для её успехов, равнодушные к её борьбе элементы … разоблачая скрытых троцкистов … и сторонников других антипартийных групп и очищая от них партию». В результате вычищались все, кто когда-либо голосовал против «генеральной линии» (=Сталина) и поддерживал любую оппозиционную платформу.

Первоначально было исключено 174 тыс. человек, но многие из них восстановились, подав апелляции, так что число исключенных в целом составило около 100 тыс., или 10,2 % членов партии. В целом причины исключения, кроме участия в оппозициях, были разнообразны: от простой пассивности до аморального поведения.
Современник описывает свои впечатления от чистки, при которой игнорировались явные и многочисленные свидетельства бытового разложения коммунистов. По его заключению, «при чистке моральные качества человека роли не играли. Для партии важнее всего, чтобы он был беспрекословным её орудием. (…) Чистка должна была показать, что в партии существует строгая иерархическая лестница и конспирация, секретность, сквозь которую не проникнуть рядовому коммунисту, что партийцам надо забыть мечты о внутрипартийной демократии, не говоря уже о „воле народа“. (…) Чистка понадобилась не для выявления контрреволюционеров или чуждых элементов. Их выявляет ГПУ (…) Она была нужна для усиления среди членов партии атмосферы неуверенности, сервильности и страха, для поощрения системы сыска и доноса, осознания полной своей зависимости от засекреченного бесконтрольного верховодства».

## Чистка советского аппарата
Чистка была распространена также на беспартийных служащих советских учреждений. Инструкция наркомата рабоче-крестьянской инспекции делила всех «вычищенных» из советского аппарата на три категории. Вычищенные «по первой категории» лишались всех прав на пособие, пенсию, работу, выселялись из квартир. «Вторая категория» давала возможность получить работу в учреждениях другого типа или в другой местности. «Третью категорию» снижали в должности. Основания для «чистки» были крайне широки и расплывчаты (чистили «от элементов разложившихся, извращающих советские законы, сращивающихся с кулаком и нэпманом… от растратчиков, взяточников, саботажников, вредителей, лентяев…»). Паника, охватившая в связи с чисткой советский аппарат, юмористически изображена в романе И.Ильфа и Е.Петрова «Золотой теленок».

## Чистка 1933 года
Третья «генеральная чистка» была объявлена совместным решением ЦК и ЦКК от 12 января 1933 г. и шла на протяжении всего года. Всего было вычищено до 400.000 человек, или 18 % членов партии. Всего же, по озвученным Сталиным данным, с 1921 по 1933 гг. в результате чисток было исключено из партии 800.000 человек. Как отмечает академик А. И. Фурсов, с 1932 года исключение из партии стало автоматически сопровождаться арестом и внесудебным осуждением, чаще всего к расстрелу, когда члена партии вызывали в партком, его там уже ждали сотрудники ОГПУ, а в ходе последовавшей в 1933 году чистки было уничтожено и посажено в Гулаг 35—40% тогдашних членов, кандидатов в члены ВКП(б) и комсомольцев.
Спущенная на места разбивка перечисляла следующие категории вычищаемых, установленные постановлением ЦК от 28 апреля 1933 г.:
- классово чуждые и враждебные элементы, обманным путём пробравшиеся в партию и остающиеся там для разложения партийных рядов;
- двурушники, живущие обманом партии, скрывающие от неё свои действительные стремления под прикрытием лживой клятвы в «верности» партии, пытающиеся сорвать её политику;
- открытые и скрытые нарушители железной дисциплины партии и государства, невыполняющие решений партии и правительства, подвергающие сомнению и дискредитирующие решения и установленные партией планы болтовнёй об их «нереальности» и «неосуществимости»;
- перерожденцы, сросшиеся с буржуазными элементами, не желающие бороться на деле с классовыми врагами, не борющиеся на деле с кулацкими элементами, рвачами, лодырями, ворами и расхитителями общественной собственности;
- карьеристы, шкурники и обюрократившиеся элементы, использующие пребывание в партии и службу у советского государства для своих личных шкурнических целей, оторвавшиеся от масс и пренебрегающие нуждами и запросами рабочих и крестьян;
- морально разложившиеся, роняющие своим неблаговидным поведением достоинство партии, пачкающие знамя партии.[13]

Характеризуя сталинские чистки, В.Роговин цитирует высказывание Л. Д. Троцкого, который отмечал принципиальное различие их с чистками ленинской эпохи: "в первый период советской власти старая революционная партия очищалась от карьеристов; сообразно с этим комитеты (комиссии по чистке — В. Р.) создавались из старых революционных рабочих. Выбрасывались за борт искатели приключений, карьеристы или просто мошенники, пытавшиеся в довольно большом числе прилипнуть к власти. Чистки последних лет, наоборот, направлены полностью и целиком против старой революционной партии. Организаторами чисток являются наиболее бюрократические и по своему типу наиболее низкопробные элементы партии. Жертвами чистки являются наиболее верные, преданные революционным традициям элементы и прежде всего её (партии — В. Р.) старшие революционные поколения. Если в первый период пролетарская партия очищалась от худших элементов её и буржуазии, то сейчас мелкобуржуазная бюрократия очищается от подлинно революционных пролетарских элементов.
Елена Боннэр вспоминала о чистке партийных рядов так:

«Чистка» проходила так. На сцене за столом сидели несколько человек. Они вызывали одного, который вставал сбоку на сцене, но перед ними и отвечал на вопросы, стоя лицом к залу, а к сидящим за столом — боком. Вопросы задавали и из-за стола, и из зала. Но еще до вопросов отвечающий сам рассказывал что-то о себе. Иногда долго, иногда коротко. Было видно, что отвечающий волнуется, и некоторые говорили очень плохо. Много в их рассказах было слов вроде «так сказать», «понимаешь», покашливаний — они походили на школьников, не выучивших урок. Обращались все друг к другу только на «ты» и, конечно, по фамилии, а когда вызывали, то говорили «товарищ» и называли фамилию. Потом спрашивали некоторых много, а некоторых совсем мало: про Черчилля и оппозицию, про Китай и индустриализацию и шесть условий Сталина...
Потом спрашивали про жен и иногда про детей. Оказалось, что некоторые люди бьют своих жен и пьют много водки. Батаня [бабушка Елены] бы сказала, что порядочные люди такое не спрашивают. Иногда тот, которого чистили, говорил, что больше не будет бить или пить. Но и про какие-то служебные и партийные вещи много говорили, что «больше не будут» и что «все поняли». Тогда это походило на разговор в учительской; учитель сидит, ты стоишь, он тебя ругает, другие учителя ехидно улыбаются, а ты быстро говоришь «поняла», «не буду», «конечно, я делала нехорошо», но говоришь это не всерьез, а чтобы поскорей тебя выпустили из учительской в зал, где у других ребят в это время большая перемена. Только волновались эти люди больше, чем ты, стоя перед учителем. Некоторые даже чуть не плакали. Смотреть на них на всех было неприятно.

## Кампания по обмену партийных билетов
Фактически новой чисткой стала кампания по «проверке и обмену партийных билетов» 1935—1936 года, ставшая одной из частей «Кировского потока» под лозунгом усиления бдительности после убийства Сергея Кирова. Она уже тесно смыкается с так называемым «Большим Террором» 1937 −1938 годов (получившим на Западе наименование «Большая чистка» Great Purge), и на этот раз, как и в революционной Франции, утеря партбилета означала верную «путёвку» как минимум в лагерь. На это время был прекращен прием в партию новых членов.
Официально практика «чисток партийных рядов» была отменена на XVIII съезде партии в 1939 году.